# Sommera arborescens
Sommera arborescens är en måreväxtart som beskrevs av Diederich Franz Leonhard von Schlechtendal. Sommera arborescens ingår i släktet Sommera och familjen måreväxter. Inga underarter finns listade i Catalogue of Life.